# فرنسيس جاكوب
فرنسيس جاكوب (بالفرنسية: Francis Jacob)‏ هو عازف الأرغن فرنسي، ولد في 4 يوليو 1972 في سافيرن في فرنسا.

## وصلات خارجية
- فرنسيس جاكوب على موقع ميوزك برينز (الإنجليزية)
- فرنسيس جاكوب على موقع أول ميوزيك (الإنجليزية)
- فرنسيس جاكوب على موقع ديسكوغز (الإنجليزية)